# Sven Sellman
Sven Paul Henrik Sellman, född den 4 februari 1905 i Karlstad, död 21 maj 1969 i Malmö, var en svensk tandläkare. Han var son till redaktören Julius Sellman.
Sellman avlade tandläkarexamen 1929, disputerade för medicine doktorsgraden 1946, blev odontologie doktor 1949 och hedersdoktor i Kiel 1954. Han bedrev tandläkarpraktik i Mellerud och Dals Ed 1929–1934 och i Stockholm 1934–1944. Sellman blev assistent vid Tandläkarinstitutet 1936–1938, extra lärare 1938–1944, laborator 1947–1949 (tillförordnad 1944), professor vid Tandläkarhögskolan i Malmö 1949, rektor där 1949–1955 och 1958–1964.